# Władca Pierścieni: Drużyna Pierścienia
Władca Pierścieni: Drużyna Pierścienia (ang. The Lord of the Rings: The Fellowship of the Ring) – pierwszy film z trylogii Władca Pierścieni w reżyserii Petera Jacksona. Światowa premiera filmu odbyła się 10 grudnia 2001 r.
Film jest adaptacją pierwszej części powieści J.R.R. Tolkiena Władca Pierścieni zatytułowanej Drużyna Pierścienia. Kręcono go w plenerach Nowej Zelandii równocześnie z dwiema pozostałymi częściami trylogii. Kontynuacją jest film Władca Pierścieni: Dwie wieże.
Film został wyprodukowany w studiu New Line Cinema przez Winugut Film na zlecenie New Line Cinema. Dystrybutor filmu to Warner Bros. na zlecenie New Line Cinema.
Serwis Rotten Tomatoes przyznał mu wynik 91%.

## Fabuła
Źródło: Filmsite
W Śródziemiu w czasach Drugiej Ery królowie elfów, krasnoludów i ludzi otrzymują Pierścienie Władzy. Wówczas władca ciemności Sauron, wykuwa w Mordorze Jedyny Pierścień, by kontrolować pozostałe pierścienie i wciela w nim swoją część. Siłom Mordoru, podbijającym większą część Śródziemia, przeciwstawia się Ostatni Sojusz ludzi z elfami. Mordor zostaje pokonany, gdy w trakcie bitwy Isildur, książę ludzkiego kraju Gondor, pozbawia Saurona jego pierścienia i tym samym niszczy jego fizyczną powłokę. Wzięty przez Isildura Jedyny Pierścień zatruwa jego umysł, i mając własną wolę, umyka mu, gdzie księcia zabijają znienacka orki. Pierścień spoczywa w rzece Anduina przez 2,5 tys. lat, aż wyławia go żyjący w Górach Mglistych stwór Gollum, który traktuje go jako skarb. 500 lat później porzucający Golluma Jedyny Pierścień znajduje hobbit Bilbo Baggins.
60 lat później, w czasach Trzeciej Ery, Bilbo obchodzi swe 111. urodziny w krainie hobbitów, Shire, gdzie oznajmia jej opuszczenie i przekazanie dobytku swemu krewnemu – Frodo. Przyjaciel Bilba, czarodziej Gandalf Szary, widzi u niego niezdrowe przywiązanie do pierścienia. Odczytując stare zwoje uzmysławia, że pierścień hobbita jest Jedynym Pierścieniem. O swym odkryciach informuje Froda. Sauron, którego dusza przetrwała, po odbudowie Mordoru potrzebuje tylko pierścienia, by odzyskać cielesność i zniewolić w pełni Śródziemie. Pojmał Golluma, który na torturach wyjawił, gdzie może się znajdować pierścień. Wobec tego Frodo musi opuścić Shire i udać się do Bree, gdzie ma spotkać się z Gandalfem. Ich rozmowę przypadkowo podsłuchuje ogrodnik Froda – hobbit Samwise „Sam” Gamgee, który zostaje zmuszony przez Gandalfa towarzyszyć Frodowi.
Gandalf udaje się do Isengardu, by skonsultować się z przewodniczącym jego rady – czarodziejem Sarumanem. Okazuje się, że Saruman sprzymierzył się z Sauronem, który wysłał za Frodem swych straszliwych Czarnych Jeźdźców. By uniemożliwić Gandalfowi ratunek więzi go w Orthanku. W tym czasie do Froda i Sama, opuszczających Shire, dołączają gamoniowaci kuzyni Froda – Meriadok „Merry” Brandybuck i Peregrin „Pippin” Tuk uciekający przed wściekłym hobbickim farmerem Maggotem po tym jak splądrowali jego pole. Po chwili wszyscy czterej muszą się ukryć przed jednym z Czarnych Jeźdźców. Hobbity docierają do Bree. W gospodzie „Pod Rozbrykanym Kucykiem” zamiast Gandalfa spotykają Strażnika zwanego Obieżyświatem, który obiecuje ich eskortować do Rivendell, kraju elfów.
Obieżyświat wyjaśnia hobbitom, że Czarni Jeźdźcy to Nazgûle, niegdysiejsi królowie ludzi, których Pierścienie Władzy przejął Sauron i wykorzystując ich chciwość zmienił w nieumarłe upiory nieustannie wyczuwający obecność Jedynego Pierścienia. Kontynuują wędrówkę rozbijając obóz w Wichrowym Czubie, gdzie osaczają ich Nazgûle. Po założeniu pierścienia Frodo trafia do ich świata i zostaje przez jednego z nich ugodzony nożem Morgulu. Obieżyświat przyspiesza drogę, nim trucizna ostrza trafi do serca Froda i zmieni go w upiora. Nazgûle doganiają ich, lecz w ostatniej chwili zagradza im rzeka władana przez elfkę Arwenę. W Rivendell Frodo wyleczony przez elfy jednoczy się z Gandalfem, który uciekł Sarumanowi na gigantycznym orle. Jest też tam i Bilbo.
Obieżyświat okazuje się być Aragornem, potomkiem Isildura i prawowitym królem Gondoru. Kocha ze wzajemnością Arwenę, która gotowa jest rezygnować ze swojej nieśmiertelności. Ojciec Arweny i król Rivendell – Elrond zwołuje naradę z udziałem przedstawicieli ludzi, elfów i krasnoludów, na której, wobec rosnących sił Mordoru, decyduje się o zniszczeniu Jedynego Pierścienia, co możliwe jest tylko w Górze Przeznaczenia. Frodo zgłasza się na ochotnika zaniesienia pierścienia do Mordoru. Swą pomoc deklarują Aragorn, elf Legolas, krasnolud Gimli i człowiek Boromir, syn namiestnika Gondoru. Do sformowanej Drużyny Pierścienia pod wodzą Gandalfa dołączają również Sam, Merry i Pippin nielegalnie podsłuchujący naradę. Przed podróżą Bilbo wręcza Frodowi swój miecz Żądło i kolczugę z mithrilu.
Saruman wywołuje magią burze i lawiny śnieżne w Caradhras, by unicestwić przechodzącą tam Drużynę Pierścienia. Gimli sugeruje obrać bezpieczniejszą drogę, przechodząc przez kopalnie Morii władanej przez jego kuzyna Balina. Podczas złamania zaklęcia bram Morii, drużynę atakuje mackowaty potwór. Po odkryciu, że krasnoludy żyjące w Morii zostały wymordowane, drużyna zostaje zaatakowana przez gobliny i ich jaskiniowego trolla. Po odparciu ataku pojawia się władający ogniem demon Balrog. Gandalf staje do walki z Balrogiem i udaje mu się zrzucić go w otchłań poniżej, ale demoniczna istota ciągnie go ze sobą.
Zrozpaczeni utratą Gandalfa członkowie docierają do lasów Lothlórien władanej przez elfkę Galadrielę i jej męża Celeborna. Galadriela informuje Froda, że tylko on może ukończyć zadanie i że jeden z członków Drużyny Pierścienia spróbuje zdobyć pierścień. Pokazuje również mu przez swe zwierciadło co spotka Shire, jeśli Sauron podbije Śródziemie. Frodo, mimo obciążenia, kontynuuje misję i rusza z kompanami w kierunku Parth Galen. Tymczasem Saruman w Isengardzie tworzy Uruk-haie, silniejszą odmianę orków, by zdobyły Jedyny Pierścień. W Parth Galen, Boromir, od początku kuszony przez pierścień, próbuje go przejąć, wierząc, że to jedyny sposób na ocalenie Gondoru, ale Frodo ucieka. Aragorn spotyka Froda, ale w przeciwieństwie do Boromira opiera się pokusie pierścienia. 
Obawiając, że Jedyny Pierścień zatruje umysły jego towarzyszy, Frodo postanawia udać się samemu do Mordoru. Przybyłe Uruk-haie atakują Drużynę Pierścienia. Merry i Pippin odwracają uwagę Uruk-haiom, co umożliwia Frodo ucieczkę. Wolny od wpływu pierścienia Boromir staje w obronie Merry’ego i Pippina, ale dowódca Uruk-haiów, Lurtz, śmiertelnie go rani. Aragorn zabija w pojedynku Lurtza i dowiaduje się od umierającego i obwiniającego się Boromira, że Merry i Pippin zostali pojmani, a on chciał posiąść pierścień. Aragorn przebacza mu i przysięga obronić Gondor przed siłami Saurona. Sam decyduje Frodowi towarzyszyć, chcąc dopełnić obietnicy danej Gandalfowi. Aragorn, Legolas i Gimli po oddaniu hołdu zmarłemu Boromirowi ruszają za Uruk-haiami, by uratować Merry’ego i Pippina.

## Obsada
| Postać              | Aktor               |
| ------------------- | ------------------- |
| Frodo Baggins       | Elijah Wood         |
| Gandalf             | Ian McKellen        |
| Samwise Gamgee      | Sean Astin          |
| Aragorn             | Viggo Mortensen     |
| Boromir             | Sean Bean           |
| Legolas             | Orlando Bloom       |
| Gimli               | John Rhys-Davies    |
| Meriadok Brandybuck | Dominic Monaghan    |
| Peregrin Tuk        | Billy Boyd          |
| Arwena              | Liv Tyler           |
| Elrond              | Hugo Weaving        |
| Bilbo Baggins       | Ian Holm            |
| Galadriela          | Cate Blanchett      |
| Saruman             | Christopher Lee     |
| Celeborn            | Marton Csokas       |
| Isildur             | Harry Sinclair      |
| Sauron              | Sala Baker          |
| Jedyny Pierścień    | Alan Howard (głos)  |
| Lurtz               | Lawrence Makoare    |
| Gollum              | Andy Serkis (głos)  |
| Róża Cotton         | Sarah McLeod        |
| Maggot              | Cameron Rhodes      |
| Maggot              | Mike Hopkins (głos) |

## Nagrody
Film otrzymał 4 Oscary (za muzykę, zdjęcia, charakteryzację i efekty specjalne) na 13 nominacji. Otrzymał również 2 MTV Movie Awards w kategoriach Najlepszy Film i Przełomowa Rola Męska (za rolę Orlando Blooma).
Film otrzymał nagrodę Hugo w kategorii najlepsza prezentacja dramatyczna w 2002 roku.

## Różnice między książką a filmem
- W filmie całkowicie pominięto postać Toma Bombadila oraz jego żony Złotej Jagody, a także cały wątek Upiorów Kurhanów.
- W filmie znacznie rozszerzono rolę Sarumana, który w powieści jest jedynie wspomniany przez Gandalfa. Dodano wiele scen z nim w Isengardzie (m.in. jego pojedynek z Gandalfem, którego nie ma w książce).
- W powieści między opuszczeniem Shire przez Bilbo Bagginsa, a opuszczeniem go przez Froda mija 17 lat. W filmie mija bardzo niewiele czasu. Poza tym w książce w chwili opuszczenia Shire Frodo ma pięćdziesiąt lat, w filmie zaś wygląda on na dużo młodszego hobbita.
- W książce po zranieniu Froda przez Upiory Pierścienia nożem Morgulu Aragorn i hobbici spotykają elfa Glorfindela, który następnie użycza rannemu hobbitowi swojego konia w ucieczce przed Nazgûlami. Wodę, która zatapia Upiory, wywołuje magia Elronda. W filmie Glorfindel w ogóle się nie pojawia, a zamiast niego przybywa Arwena, która wraz z ledwo żywym Frodem wspólnie ucieka przed Upiorami, a następnie to ona ich zatapia. Do tego w powieści Nazgûle wołają Froda, by podążał za nimi do Mordoru, zaś w filmie ich Wódz żąda od Arweny, by oddała im Froda.
- W filmie stan Froda po zranieniu przez Upiory Pierścienia nożem Morgulu jest o wiele poważniejszy niż w książce. W powieści jest on w stanie normalnie funkcjonować, zaś w filmie jest ledwo żywy i półprzytomny.
- W powieści Bilbo Baggins bierze czynny udział podczas narady u Elronda, w filmie nie jest na niej obecny.
- W książce członków Drużyny Pierścienia wybrano kilka dni po Naradzie u Elronda, w filmie zostają oni wybrani tuż przed jej zamknięciem.
- W filmie pominięto wątek ataku wargów na obozowisko Drużyny Pierścienia.
- W książce Gandalf chce iść przez Morię, a w filmie bardzo boi się iść przez to miejsce.
- W filmie magia Sarumana powoduje burze śnieżne i lawiny w Caradhras, w książce inne złe siły to robią.
- Do filmu dodano postać przywódcy Uruk-hai, Lurtza. Postać ta nie została wymyślona przez Tolkiena i nie ma żadnego pierwowzoru w książce.
- W filmie Boromir jest kuszony przez Pierścień jeszcze zanim próbuje go przejąć od Froda. W książce nie ma o tym słowa.
- W filmie Boromir ginie w końcówce pierwszej części, a nie, jak w książce, na początku części drugiej.
- W filmie dodano wątek miłości Aragorna i Arweny. Tolkien opisał go w dodatkach do Władcy Pierścieni, nie jest on jednak obecny w faktycznej treści.
- W filmie to Frodo rozwiązuje zagadkę przed wejściem do Morii. W książce wykonuje to Merry.